# Санкт-Петербурзький державний хіміко-фармацевтичний університет
Санкт-Петербурзький державний хіміко-фармацевтичний університет — вищий навчальний заклад, який готує фахівців з фармацевтичною освітою, розташований на Аптекарському острові Петроградської сторони в Санкт-Петербурзі.
Повне офіційне найменування: Федеральна державна бюджетна освітня установа вищої освіти "Санкт-Петербурзький державний хіміко-фармацевтичний університет" Міністерства охорони здоров'я Російської Федерації (ФДБОУ У СПХФУ МОЗ Росії).
Колишні найменування: до 6 лютого 2018 року - Санкт-Петербурзька державна хіміко-фармацевтична академія (СПГФА); до 1996 - Санкт-Петербурзький хіміко-фармацевтичний інститут, (СПХФІ); до 1990 - Ленінградський хіміко-фармацевтичний інститут, (ЛХФІ); до 1949 - Ленінградський фармацевтичний інститут (ЛФІ).
Основна адміністративна будівля та лекційні аудиторії розташовані на вул. Професора Попова, б. 14. Лабораторії та корпус для практичних занять - на вул. Професора Попова, д. 4/6 (кут з Аптекарським проспектом, 59°58′14″ пн. ш. 30°19′06″ сх. д. / 59.9706° пн. ш. 30.3184° сх. д.). Кафедра мікробіології та біотехнології знаходяться на Казанській вулиці, буд. 14 (59°55′54″ пн. ш. 30°19′17″ сх. д. / 59.9318° пн. ш. 30.3214° сх. д.). У селищі Лемболове розташовується розплідник лікарських рослин.

## Історія
22 жовтня 1919 року у Петрограді було засновано Петроградський державний хіміко-фармацевтичний інститут (ПХФІ). Відкриття інституту стало результатом тривалого шляху боротьби вітчизняної фармації за право для провізорів на повноцінну вищу освіту. У той день установче засідання тимчасової ради ПХФД ухвалило рішення про відкриття основних кафедр інституту та затвердило положення про новостворений вищий навчальний заклад. До першого складу ради інституту входили видатні діячі вітчизняної науки академіки В. Л. Комаров, Л. А. Орбелі, Г. А. Надсон. Реформатора фармацевтичної освіти професора Олександра Семеновича Гінзберга одноголосно обрали першим директором інституту. Влітку 1922 року відбувся перший випуск спеціалістів. П'ятьом випускникам було надано ступінь кандидата наук.
8 вересня 1924 року інститут реорганізовано на хіміко-фармацевтичний факультет Ленінградського державного університету. 9 жовтня 1925 року цей факультет було передано 1-му Ленінградському медичному інституту, а 1 січня 1937 року факультет виділили у самостійний Ленінградський фармацевтичний інститут (ЛФІ).
1945 року в ЛФД організується технологічний факультет. У 1949 році інституту присвоєно найменування "Ленінградський хіміко-фармацевтичний інститут" (ЛХФІ), він спеціалізований як вищий навчальний заклад для підготовки інженерів-хіміків-технологів та інженерів-мікробіологів для хіміко-фармацевтичних заводів та заводів з виробництва антибіотиків.

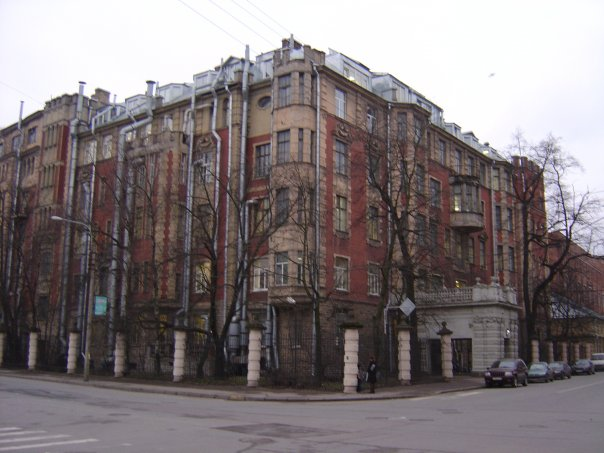
СПГФУ, лабораторний корпус на вул. Професора Попова, 4/6

У 1952 році в інституті організовано відділ науково-дослідних робіт (ОНІР) для виконання госпдоговірних науково-дослідних робіт. З вересня 1957 року у складі інституту є науково-дослідна лабораторія лікарських засобів (НДЛ). 1958 року відкрито заочне відділення підготовки провізорів при фармацевтичному факультеті. За два роки відкривається факультет удосконалення провізорів та інженерно-технічних працівників медичної промисловості.